# Oberonia
Oberonia je rod orchidejí, známý též jako „vílí orchideje“. Zahrnuje asi 280 druhů, rozšířených v tropech Afriky, jižní a jihovýchodní Asie, v Papuasii, severovýchodní Austrálii a na tropických ostrovech Tichého a Indického oceánu. Název rodu odkazuje na pohádkovou postavu Oberona, krále elfů.

## Popis
Jsou to vesměs drobné, epifytické, zřídka též litofytické orchideje, s plochými dužnatými listy, které vyrůstají ve dvou řadách a vějířovitě se překrývají. Kořeny jsou tenké, krátké a nerozvětvené, pahlíza chybí. Květenství je obloukovitě převislé, hroznovité nebo přeslenité, vyrůstající z báze nejsvrchnějšího listu, a je tvořeno značným množstvím velice drobných, hustě nahloučených květů, rozkvétajících od vrcholu květenství směrem dolů. Květy o průměru pouhých 1–10 mm patří k nejmenším mezi orchidejemi; jsou oranžové, zelené, žluté nebo hnědé barvy a často proměnlivého tvaru. Skládají se ze tří volných vnějších okvětních lístků (sepalů) a tvarově podobných, ale drobnějších vnitřních lístků (petalů). Pysk květů je pevně přirostlý ke krátkému sloupku, nemá ostruhu a obvykle je rozdělen do tří cípů. Květy rozkvétají od podzimu do jara a jsou opylovány pravděpodobně drobným hmyzem, ale přesný mechanismus doposud není znám. Rostliny se rozmnožují výhradně semeny, kterých produkují velké množství.

## Ekologie a rozšíření
Centrem diverzity jsou tropy jižní a jihovýchodní Asie, a především Nová Guinea. Tyto orchideje vyrůstají jednak epifyticky, přichycené na kmenech stromů a v rozsochách větví, jednak litofyticky, na kamenech a skalních výchozech, převážně v deštných lesích, ale též na exponovaných stanovištích. Vyrůstají od nížin do hor, ve vyšších polohách jsou ale vzácnější.

## Taxonomie
Počet druhů se v jednotlivých zdrojích různí a rod zřejmě bude vyžadovat zásadnější revizi, co se týče vymezení jednotlivých druhů, které jsou často vzájemně velmi obtížně rozlišitelné, a co do vnitřního členění do sekcí. V rámci rozsáhlé čeledi vstavačovitých patří do podčeledi Epidendroideae, tribu Malaxideae a subtribu Malaxidinae. Popsán byl Johnem Lindleyem v roce 1830, typovým druhem je jihoasijská Oberonia ensiformis.

## Pěstování
Patří k orchidejím poměrně nenáročným na pěstování, bývá však k vidění spíše jen ve specializovaných sbírkách. Vyžaduje jemné rozptýlené světlo (nikoli přímé slunce), vysokou vzdušnou vlhkost a proudící vzduch. Jako u všech orchidejí je obchodování s touto rostlinou omezeno úmluvou CITES.

## Galerie

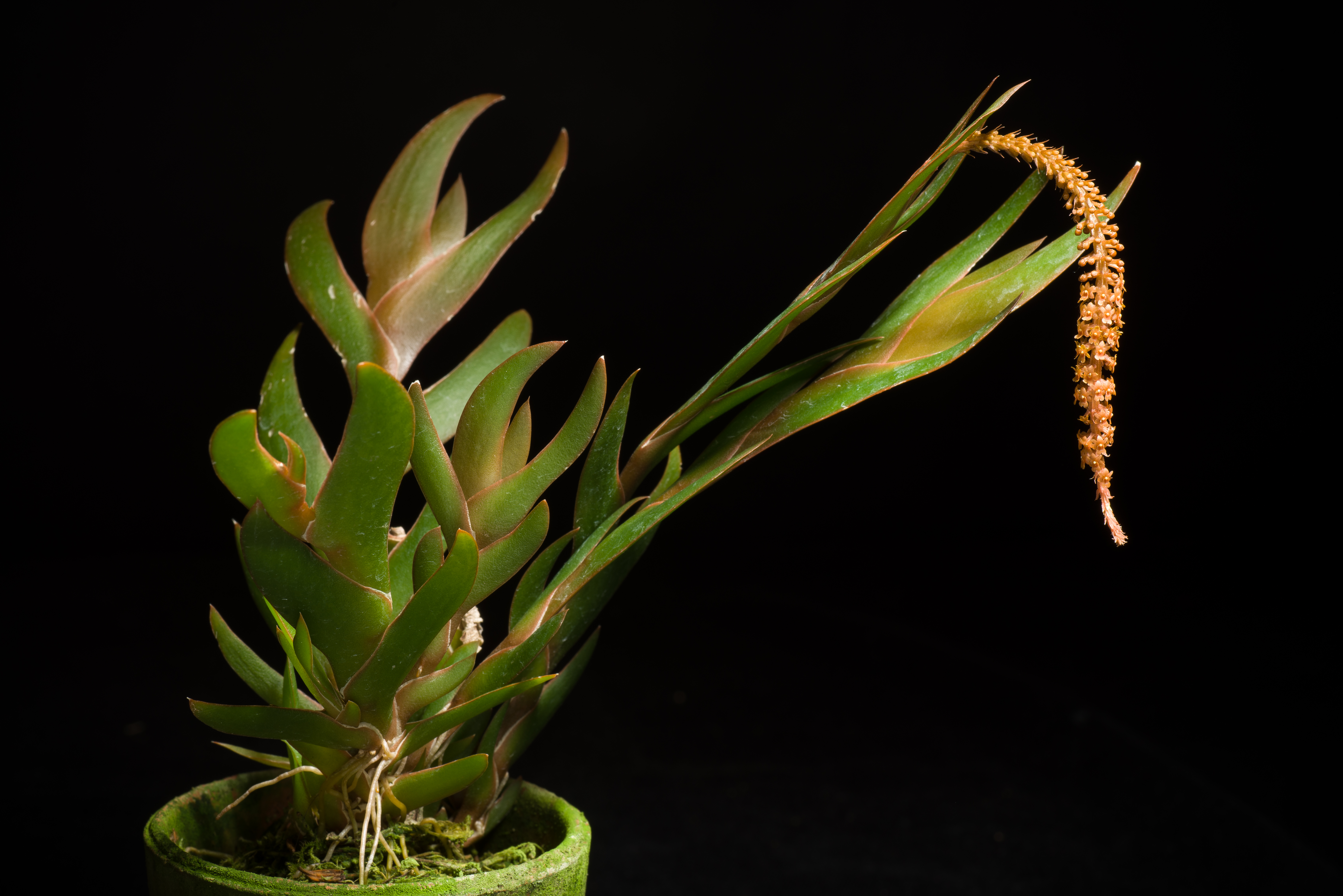
Oberonia crateriformis – celkový habitus
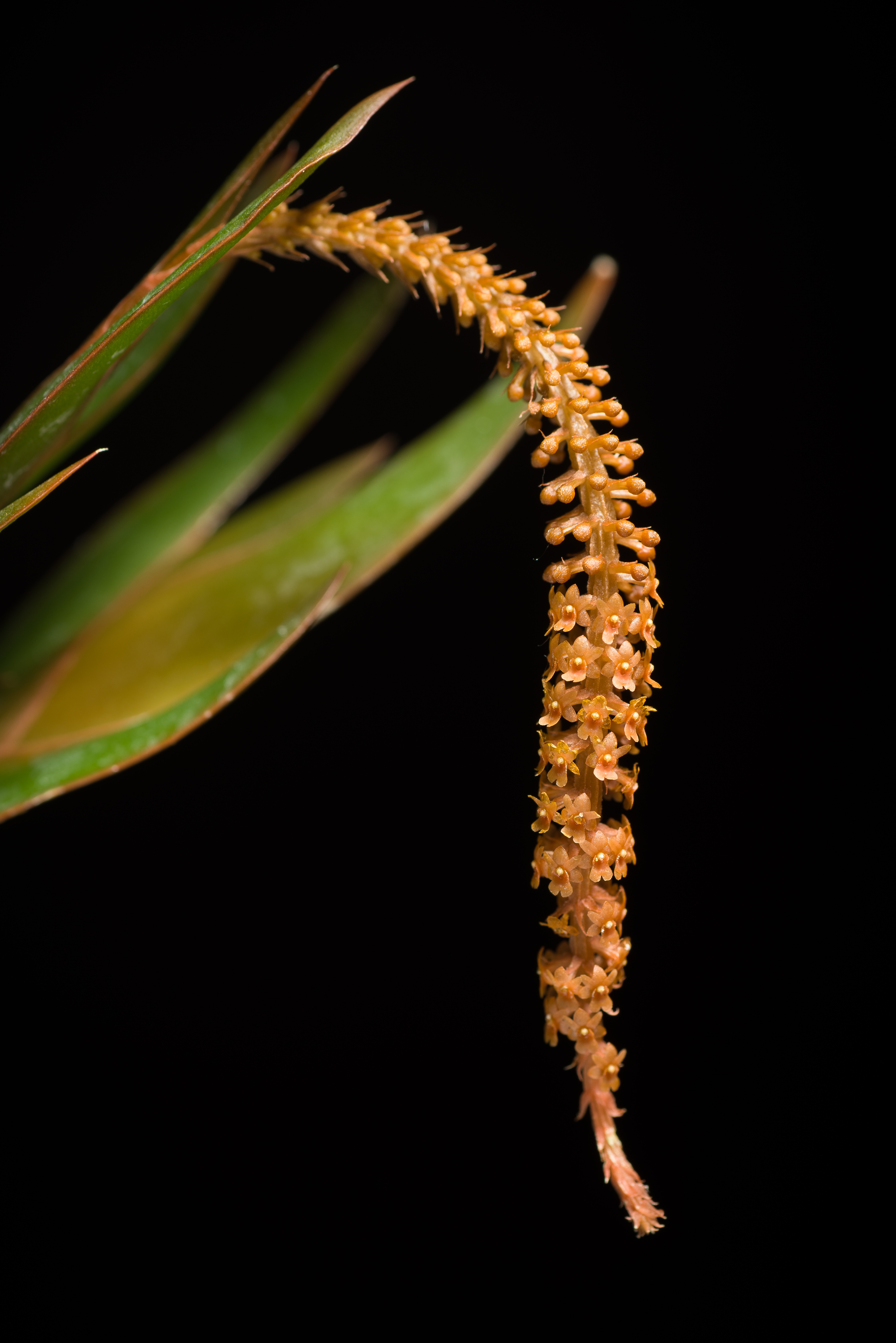
Oberonia crateriformis – detail květenství
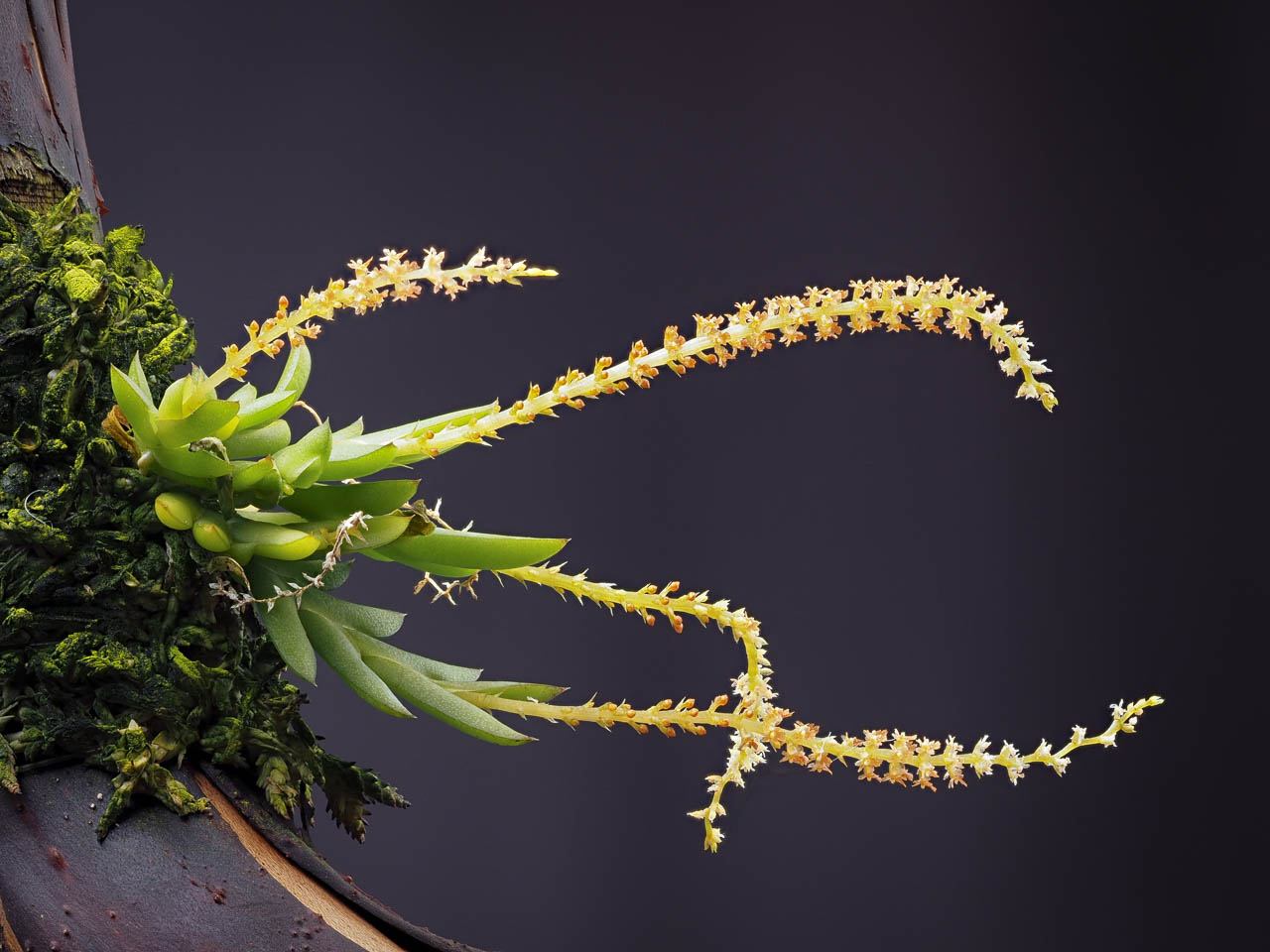
Oberonia japonica
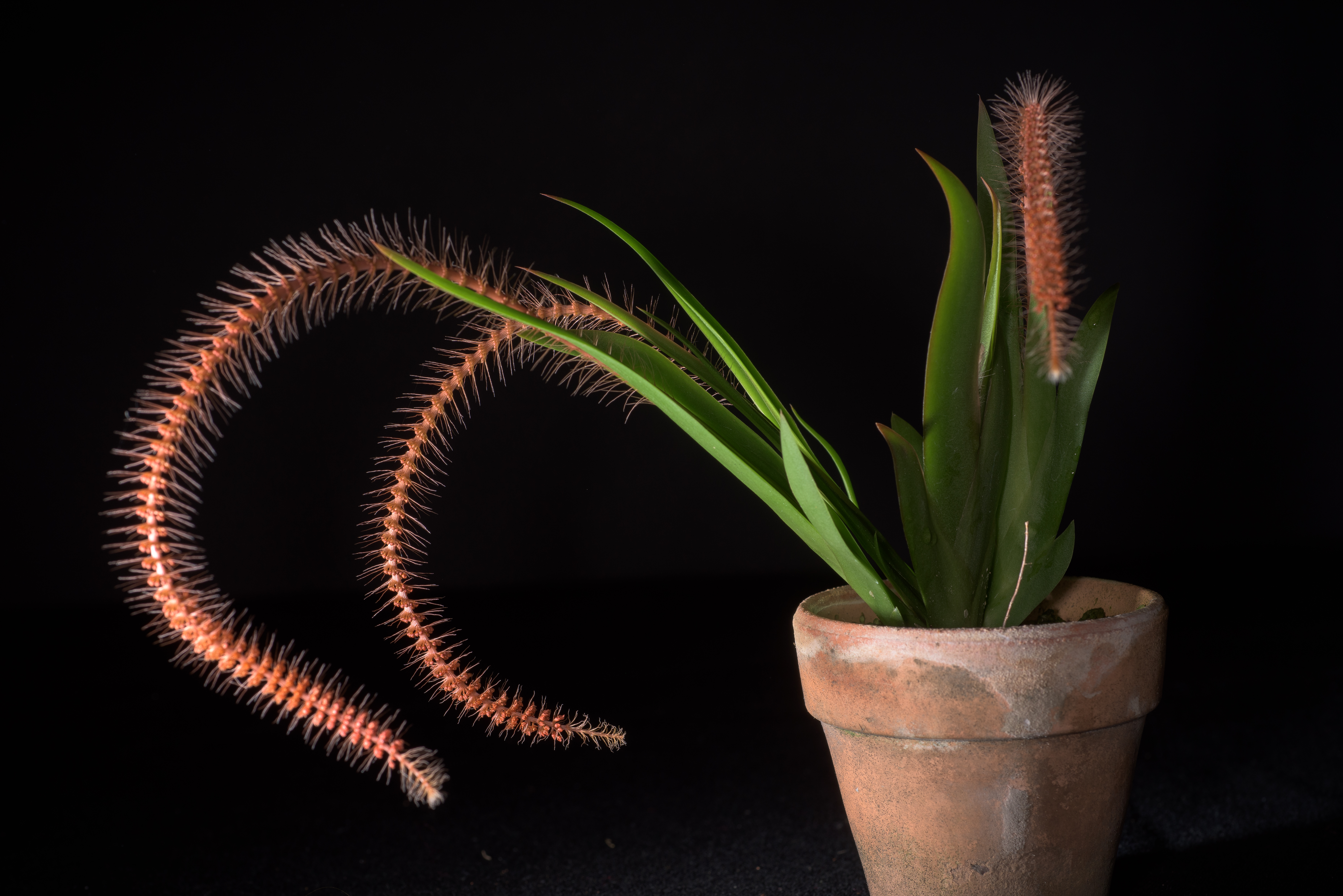
Oberonia setigera
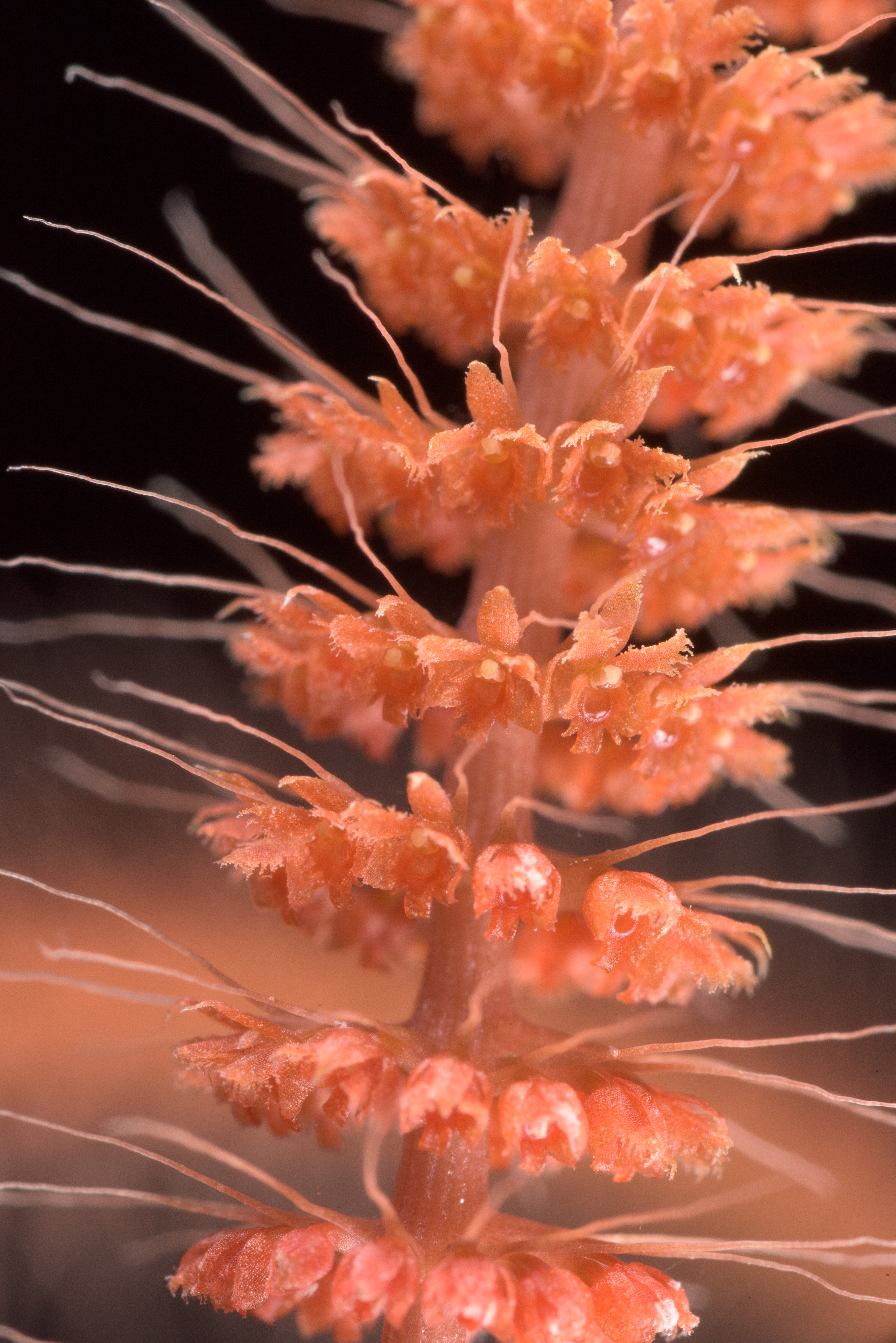
Oberonia setigera – detail květů
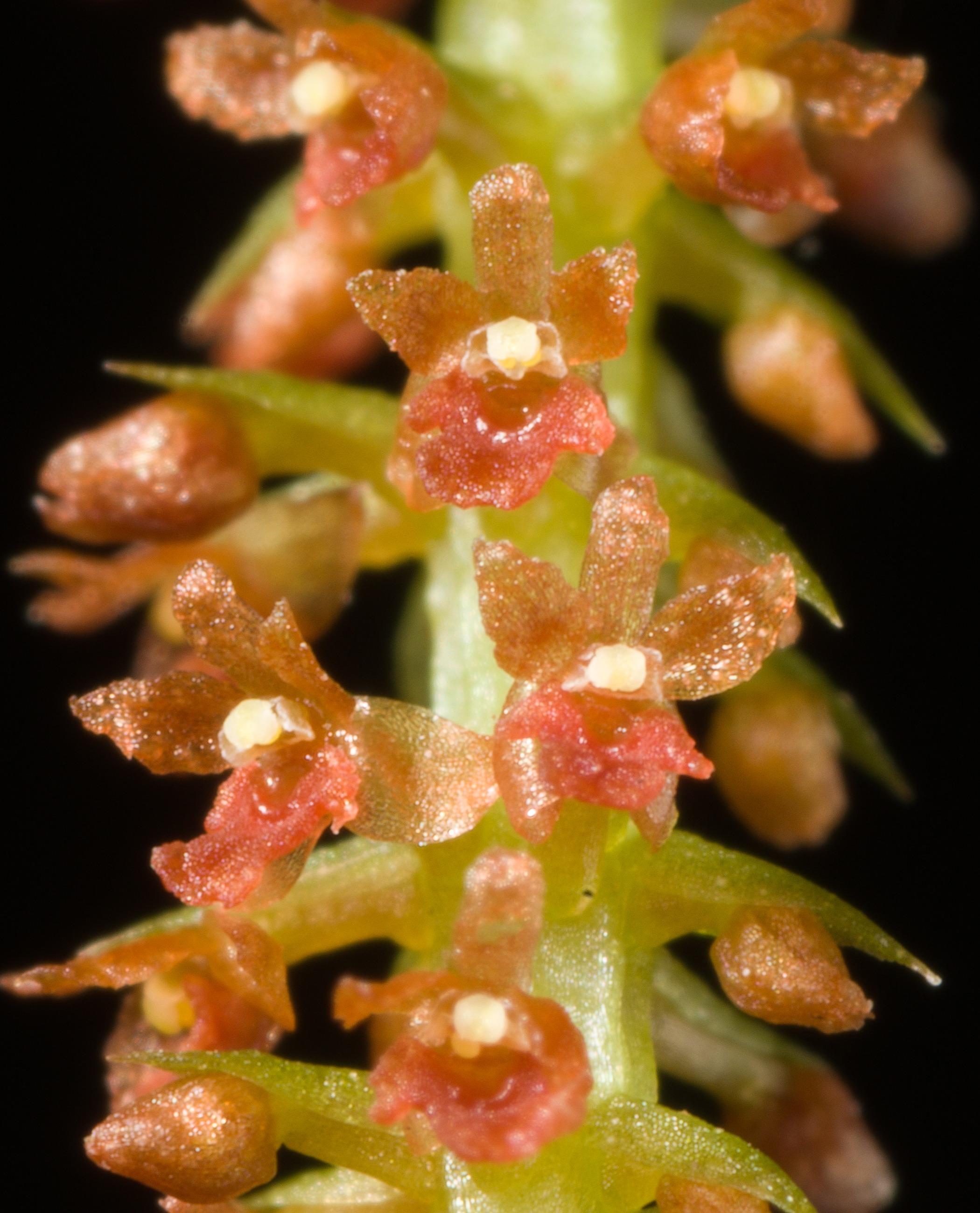
Oberonia caulescens – detail květů
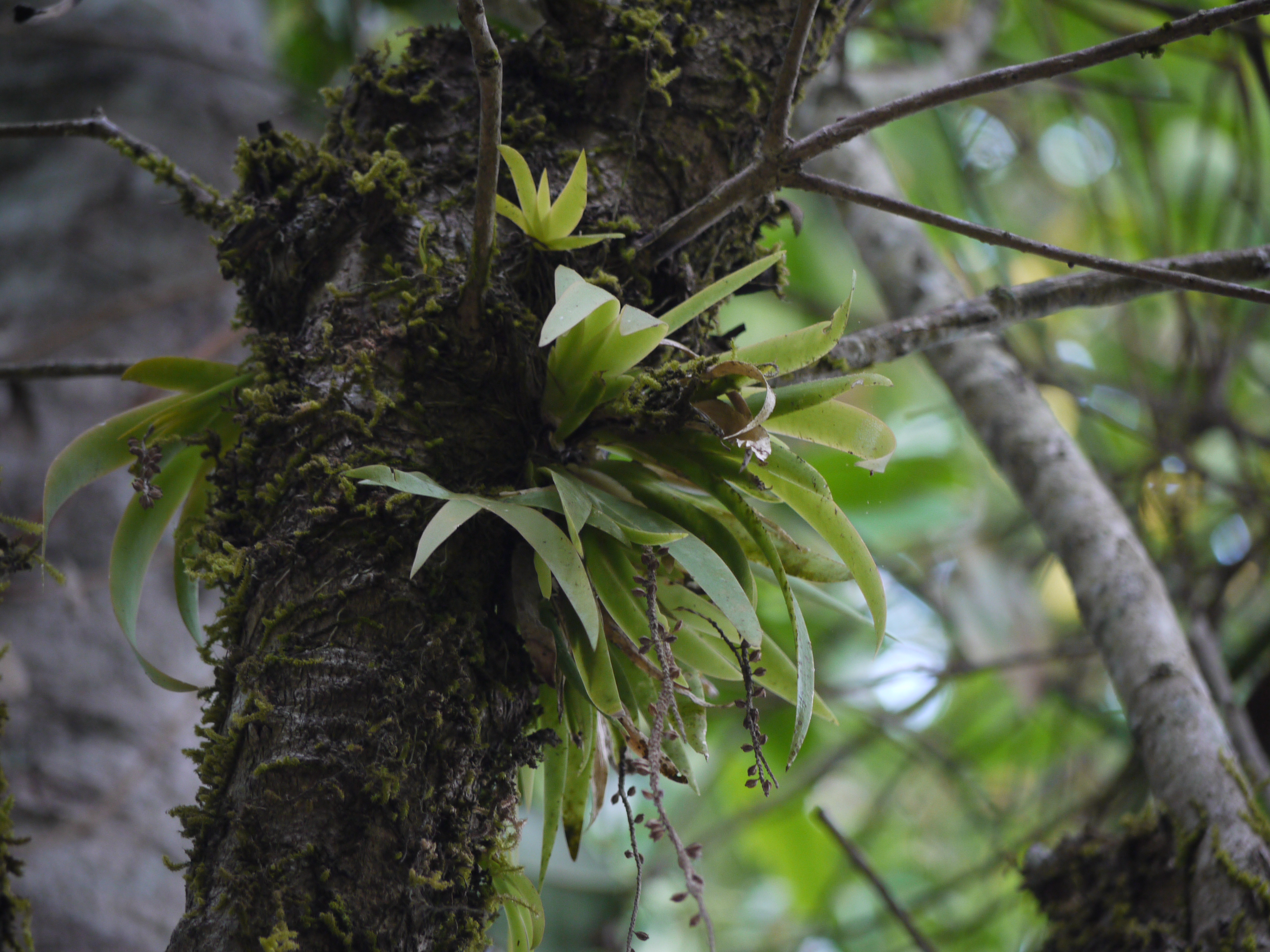
Epifytický trs ve volné přírodě